# متلازمة سكتة جذع الدماغ
تندرج متلازمة السكتة الدماغية في جذع الدماغ تحت فئة أوسع من متلازمات السكتة الدماغية، أو الأعراض المحددة التي تسببها إصابة الأوعية الدموية في منطقة معيّنة من الدماغ (على سبيل المثال المتلازمة الجوبية). نظرًا لأن جذع الدماغ يحتوي على العديد من النوى القحفية ومسارات المادة البيضاء، فإن السكتة الدماغية في هذه المنطقة يمكن أن يكون لها عدد من الأعراض الفريدة اعتمادًا على الأوعية الدموية المصابة، ومجموعة الأعصاب والمسالك القحفية التي خسرت ترويتها. غالبًا ما تشمل أعراض سكتة جذع الدماغ الدوار المفاجئ، والرنح، مع أو بدون وهن. يمكن أن تسبب السكتة الدماغية في جذع الدماغ أيضًا الشفع (ازدواج الرؤية)، وتداخل الكلام، وانخفاض مستوى الوعي. النتيجة الأكثر خطورة هي متلازمة المُنحبس (شلل رباعي من دون اضطراب وعي).

## تاريخ
أمثلة تاريخية عن تجارب أشخاص مصابين بمتلازمة المنحبس:

### كيت ألات
كيت ألات هي أم لثلاثة أطفال من شيفيلد في ساوث يوركشاير. تعافت من متلازمة المنحبس. تدير كيت الآن مؤسسة «فايتنغ ستروكس»، وتكرّس حياتها لمساعدة المرضى المصابين بمتلازمة المنحبس.

### جان دومينيك بوبي
أصيب الصحفي الباريسي جان دومينيك بوبي بجلطة دماغية في شهر ديسمبر من عام 1995، وعندما استيقظ بعد 20 يومًا، وجد جسده مشلولًا تمامًا تقريبًا، ويستطيع التحكم بجفنه الأيسر فقط. من خلال وميض العين، كان باستطاعته أن يملي حرفًا أبجديًا واحدًا في كل مرّة، ونجح على مدى فترة طويلة في كتابة مذكّراته «ذا دايفنغ بيل أند ذا بترفلاي»، توفي بوبي إثر إصابته بذات رئة، بعد ثلاثة أيام من نشر كتاب مذكّراته في مارس 1997. صدر في عام 2007 فيلم مقتبس من الكتاب ويحمل الاسم نفسه. لعب دومينيك دورًا أساسيًّا في تشكل جمعية لمرضى متلازمة المنحبس في فرنسا.

### الحاخام روني كاهانا
في صيف عام 2011، أصيب الحاخام روني كاهانا (الحاخام الفخري لمجمع بيت إيل في مونتريال) بجلطة دماغية شديدة تركته في حالة انحباس، ولم يكن قادرًا على التواصل إلا بعينيه. استمر في كتابة القصائد والمواعظ للمصلين، حرفًا بحرف من خلال وميض العينين. استعاد بعدها قدرته على التنفس، والكلام. يصف كاهانا هذه التجربة بأنها بمثابة نعمة وإلهام روحي للجسد والروح. روت ابنة كاهانا قصة والدها مع متلازمة المنحبس في إحدى جلسات «تيد توك»، التي حملت عنوان «أبي...منحبس في جسده، لكنّه يحلّق حرًّا»، الحاخام روني كاهانا هو ابن الرسّام أليس لوك كاهانا.

### توني نيكلنسون
أصيب توني نيكلينسون من ميلكشام ويلتشير في إنجلترا بالشلل بعد إصابته بجلطة دماغية في يونيو من عام 2005، عن عمر يناهز 51 عامًا. بدأ نيكلنسون في السنوات التالية معركة قانونية في سبيل الحق في الانتحار بمساعدة الغير. في 16 أغسطس 2012، رفضت محكمة العدل العليا طلبه. عندما علم نتيجة استئنافه، رفض تناول الطعام وأصيب بذات رئة، ثمّ تدهورت حالته بسرعة وتوفي بعد أسبوع في 22 أغسطس 2012، عن عمر يناهز 58 عامًا.